# Willy Schlawe
Willy Schlawe (* 10. Januar 1902 in Groß-Lichterfelde bei Berlin; † 19. Januar 1989 in Berlin) war ein deutscher Politiker (SPD).
Willy Schlawe besuchte eine Volksschule und machte eine kaufmännische Ausbildung. 1918 trat er der SPD bei und wurde 1923 Mitbegründer der Reichsarbeitsgemeinschaft der Kinderfreunde in Berlin, dort war er bis 1933 Kassierer für den Bezirk Berlin. Er arbeitete als Spediteur. Nach der „Machtergreifung“ der Nationalsozialisten 1933 wurde Schlawe im KZ Oranienburg, KZ Columbia und im Prinz-Albrecht-Palais inhaftiert. Nach einiger Zeit wurde er wegen „Mangels an Beweisen“ entlassen. 1943 wurde er von der Wehrmacht eingezogen und geriet 1945 in französische Kriegsgefangenschaft.
Nach dem Zweiten Weltkrieg kehrte Schlawe 1948 nach Berlin zurück und im selben Jahr bei der Berliner Wahl 1948 in die Bezirksverordnetenversammlung im Bezirk Tempelhof gewählt. Für den verstorbenen Erwin Lohrengel rückte Schlawe in das Abgeordnetenhaus von Berlin nach. Anschließend wurde er bei der Wahl 1967 erneut in die Bezirksverordnetenversammlung von Tempelhof gewählt, 1971 schied er dort aus Altersgründen aus.